# Den första kärleken (1999)
Den första kärleken (engelska: The Other Sister) är en amerikansk romantisk komedi från 1999 regisserad av Garry Marshall. I de ledande rollerna syns Juliette Lewis, Diane Keaton och Giovanni Ribisi.

## Handling
När den mentalt efterblivna Carla utexamineras från sin nuvarande specialskola, hoppas hon få ta hand om sig själv. Carlas familj kan inte se hennes framsteg och därmed följer oundvikliga konfrontationer. Allt blir värre när hon träffar en man som får henne att spåra ur mer än någonsin.

## Rollista
| Juliette Lewis   | – Carla Tate            |
| Diane Keaton     | – Elizabeth Tate        |
| Tom Skerritt     | – Dr. Radley Tate       |
| Giovanni Ribisi  | – Daniel "Danny" McMann |
| Poppy Montgomery | – Caroline Tate         |
| Sarah Paulson    | – Heather Tate          |
| Linda Thorson    | – Drew Evanson          |
| Joe Flanigan     | – Jeff Reed             |
| Juliet Mills     | – Winnie, hushållerskan |
| Héctor Elizondo  | – Ernie                 |